# Elvana Gjata
Elvana Gjata [elvana ɟata], född 3 februari 1987 i Tirana, är en albansk sångerska, låtskrivare, skådespelerska och fotomodell som släppt fyra studioalbum. Sedan debuten 2001 har Gjata blivit en av de mest populära och framgångsrika sångerskorna inom den albanska diasporan. Gjata har ofta i albanskspråkig media titullerats som divan av albansk popmusik.
Gjata föddes och växte upp i den albanska huvudstaden Tirana där hon redan som barn deltog i olika musiktävlingar. Som femtonåring ställde hon upp i den albanska versionen av Idol, Ethet e së premtes mbrëma och efter det tog karriären fart på allvar med debutalbumet Mamës som släpptes 2007.
Under karriären har Gjata tilldelats flera priser och utmärkelser, hon har bland annat vunnit Balkan Music Awards och Top Fest, och fått priser i Kënga Magjike. 2012 vann Gjata TV-programmet Dancing With the Stars Albania.
I december 2019 kommer Gjata att delta i Festivali i Këngës 58 med bidraget "Me tana" som hon själv komponerat. Hennes bidrag, som under det första dygnet på Youtube fick knappt 500 000 visningar vilket är rekord för festivalen, är starkt favorittippat att ta hem segern.

## Biografi
Elvana Gjata föddes 3 februari 1987 i Tirana, huvudstad i dåvarande socialistiska folkrepubliken Albanien, dagens Albanien. Hon föddes till Fatmir Gjata, som tjänat som militär i Albaniens försvarsmakt, och Donika Gjata. Hennes syster Migena Gjata är även hon sångerska och är verksam som sopran i Tyskland.

### Debuten (2001-2010)
2001 slutade Gjata på tredje plats i Festivali i zërave të rinj (festivalen för unga röster) med låten "Le të këndojme së bashku" (låt oss sjunga tillsammans). Som femtonåring ställde Gjata 2003 upp i Ethet e së premtes mbrëma vilket blev hennes stora publika genombrott. Samma år som Ethet debuterade hon i Festivali i Këngës 42 med bidraget "Pranë teje". Hon tog sig dock inte vidare till final. 2004 debuterade Gjata i Kënga Magjike med låten "Vetëm zoti e di" men hon tog sig inte till finalen. Hon deltog även i Kënga Magjike 2005 med "Të kam xhan" men tog sig inte till finalen.
2006 släppte Gjata sin första singel "Mamës" som snabbt blev populär och låttiteln fick även agera titel till hennes debutalbum året därpå. 2007 deltog Gjata i Kënga Magjike 2007 med låten "Ku jeton dashuria". I finalen slutade hon på tredje plats samt tilldelades det diskografiska priset. 2008 släpptes singeln "Vetës" med musikvideo. 2009 släppte hon singlarna "Nuk janë me", "Hitech" och "Turn u on" med musikvideor producerade av Kosovobaserade Entermedia. Hon nominerades för bästa låt i Balkan Music Awards 2009. I Kënga Magjike 2009 hette hennes bidrag "Dhe zemra ndal". Hon tog sig till finalen som blev en av de jämnaste i tävlingens historia och hennes bidrag slutade på andra plats, endast slagen av Rosela Gjylbegu och Eliza Hoxha med 5 poäng. Hon tilldelades dessutom internetpriset i finalen.
2010 släppte Elvana två sommarhittar, "A ke ti zemër" följt av "Mamani nejën", som båda hade musikvideor producerade av Entermedia. "Mamani nejen" framfördes även vid Balkan Music Awards 2010 i Bulgarien där den var nominerad till årets albanska låt.

### Vinnare av Top Fest (2011–2016)
Våren 2011 deltog Gjata i Top Fest med bidraget "Me ty". Via semifinalerna tog hon sig till finalen där hon utsågs till segrare. Efter segern tilldelade hon segern till sin nyligen avlidna vän och kollega Elsina Hidersha. I augusti 2011 släppte Gjata sitt andra studioalbum titulerat Afër dhe larg som inkluderade 15 låtar såsom "Kudo që jam", "Me ty", "Kush jam" och "A ke ti zemër" utöver titelspåret "Afër dhe larg". Musikvideon till "Afër dhe larg" blev en av Gjatas mest framgångsrika dittills och vid Balkan Music Awards 2011 utsågs den till bästa musikvideo på Balkan, bästa låt på Balkan samt bästa albanska låt. 2012 släppte Gjata en singel som fick titeln "Gjaku im". Den släpptes med en tillhörande musikvideo och var en del i uppmärksammandet av 100-årsjubileet av Albaniens självständighet. Samma år deltog hon även i Dancing With the Stars Albania på albansk TV där hon segrade tillsammans med danspartnern Gerdi.
I början av 2013 spelade Gjata in och släppte en akustisk livesession på 5 låtar. Hon släppte därtill under 2013 tre nya singlar "Fake", "Beso" samt "1990". Under början av 2014 släpptes "Disco Disco" som blev en av de populäraste låtarna i Albanien det året. Under sommaren släpptes musikvideon "Puthe". 2015 inledde Gjata samarbete med den framgångsrika kompositören Flori Mumajesi och tillsammans släppte de "Kuq e zi je ti". Som en del av samarbetet släpptes låten "Love Me" feat. Bruno som spelades in med mobilkamera i den kosovanska staden Prizren. Musikvideon blev Gjatas dittills mest framgångsrika med över 50 miljoner visningar på Youtube. 2016 släpptes "Njësoj" samt "Lejla" feat. Capital T & 2po2. 

### Engelskspråkig debut (2017–)
Efter framgångarna på hemmaplan inledde Gjata 2017 en satsning på engelskspråkigt material och reste till USA för att inleda samarbete med Poo Bear och David Guetta. 2017 deltog hon i Grammygalan efter inbjudan av Poo Bear. I juni 2017 släpptes hennes första engelskspråkiga musikvideo "Forever is Over" som producerades av David Guetta.
I februari 2018, på Gjatas födelsedag, släppte hon en EP med titeln 3. 2018 deltog hon även i låten "Shade" som var ett av spåren på Poo Bears nya album Poo Bear Presents Bearthday Music. Samma månad släppte hon sin andra engelskspråkiga singel med titeln "Off Guard" feat. Ty Dolla Sign. Samtidigt som hon genomförde sin satsning på engelska släpptes 2018 singlarna "Ku vajti" följt av "Mike" feat. John Shahu & Ledri Vula. I augusti 2019 spelade hon på festivalen Sunny Hill i Kosovos huvudstad Pristina tillsammans med bland andra Dua Lipa, Miley Cyrus och Calvin Harris. 2019 släppte Gjata fyra låtar, "Tavolina e mërzisë" som komponerades av Armend Rexhepagiqi, "Fustani" feat. Capital T, "A m'don" samt "Meine Liebe" feat. Ardian Bujupi. 
16 år efter debuten 2003 gjorde Gjata comeback i Festivali i Këngës 58. Hon ställde upp med det självkomponerade bidraget "Me tana". Efter tillkännagivandet att hon skulle ställa upp i tävlingen utsågs hon snabbt av albanska media till en stor favorit att ta hem segern.

## Diskografi

### Album
- 2008 – Mamës
- 2011 – Afër dhe larg
- 2013 – Acoustic Live Session
- 2018 – 3

### Festivalbidrag

#### Festivali i Këngës-bidrag
| År   | Upplaga               | Låt          | Poäng | Plats |
| ---- | --------------------- | ------------ | ----- | ----- |
| 2003 | Festivali i Këngës 42 | "Pranë teje" | –     | –     |
| 2019 | Festivali i Këngës 58 | "Me tana"    | TBD   | TBD   |

#### Kënga Magjike-bidrag
| År   | Upplaga            | Låt                 | Poäng | Plats | Pris              |
| ---- | ------------------ | ------------------- | ----- | ----- | ----------------- |
| 2004 | Kënga Magjike 2004 | "Vetëm zoti e di"   | –     | –     | –                 |
| 2005 | Kënga Magjike 2005 | "Të kam xhan"       | –     | –     | –                 |
| 2007 | Kënga Magjike 2007 | "Ku jeton dashuria" | 386   | 3     | Diskografi-priset |
| 2009 | Kënga Magjike 2009 | "Dhe zemra ndal"    | 632   | 2     | Internetpriset    |

#### Top Fest-bidrag
| År   | Upplaga    | Låt     | Plats | Pris                   |
| ---- | ---------- | ------- | ----- | ---------------------- |
| 2011 | Top Fest 8 | "Me ty" | 1     | Bästa kvinnliga artist |